# شهرستان بوانلا
شهرستان بوانلا (به لاتین: Bouanéla District) یک منطقهٔ مسکونی در جمهوری کنگو است که در لیکوالا واقع شده‌است.